# Hymn Gwinei Równikowej
Hymn Gwinei Równikowej został przyjęty w roku 1968. Słowa napisał Atanasio Ndongo Miyono, a melodię skomponował Ramiro Sanchez Lopez.

## Oficjalne słowa hiszpańskie
Caminemos pisando las sendas
De nuestra inmensa felicidad.
En fraternidad, sin separación,
¡Cantemos Libertad!
Tras dos siglos  de estar sometidos,
Bajo la dominación colonial,
En fraterna unión, sin discrimanar,
¡Cantemos Libertad!
¡Gritamos Viva, Libre Guinea,
Y defendamos nuestra Libertad.
Cantemos siempre, Libre Guinea,
Yconservemos siempre la unitad.
¡Gritamos Viva, Libre Guinea,
Y defendamos nuestra Libertad.
Cantemos siempre, Libre Guinea,
Y conservemos siempre la indipendencia nacional
Y conservemos, Y conservemos
La indipendencia nacional.